# 格里莫二世
格里莫二世（法語：Grimaud，？—714年），又名小格里摩爾德，加洛林家族成員，法蘭克王國紐斯特里亞宮相（695年－714年）。法蘭克王國宮相赫斯塔的丕平與正妻普雷科特魯德所生的次子、勃艮第宮相及香檳公爵香檳的德羅戈的弟弟、法蘭克王國宮相查理·馬特同父異母的兄長。因為他的名字與他的舅公老格里摩爾德相同，所以稱呼他為小格里摩爾德或格里莫二世。

## 生平
687年，國王提烏德里克三世亦被迫承認父親赫斯塔的丕平為全法蘭克王國唯一的宮相，以換取赫斯塔的丕平同意保留他的王位。由此赫斯塔的丕平自稱為「法蘭克公爵」，成為法蘭克王國的實際統治者。
695年，父親赫斯塔的丕平為了鞏固勢力，丕平將長子香檳公爵德羅戈立為勃艮第宮相，又將小格里摩爾德立為紐斯特里亞宮相。三父子操控整個法蘭克王國，並確立了將法蘭克王國宮相父傳子的基礎。
小格里摩爾德與弗里斯王拉巴德的女兒西亞茲維結婚（p. 794），兩人誕下兩名兒子：提烏德鮑德及阿諾德。
714年，當小格里摩爾德在前往列日的聖蘭伯特墳墓途中被外父弗里斯王拉巴德所指使的歹徒刺殺。他的兒子特奧德巴爾德在他與父親赫斯塔的丕平逝世後成為他們真正的繼承人與政敵繼續戰鬥，因為小格里摩爾德與他的兄長都比他的父親早死，他的同父異母弟弟查理·馬特最後得以篡奪了他兒子的土地和地位。簡而言之，他雖是無辜及不幸。